# Rosen Jeleazkov
Rosen Dimitrov Jeleazkov (în bulgară Росен Димитров Желязков; n. 5 aprilie 1968, Sofia, Republica Populară Bulgaria) este un politician bulgar, actualul prim-ministru al Bulgariei. Membru al partidului Cetățenii pentru Dezvoltarea Europeană a Bulgariei (GERB), a fost anterior ministru al Transporturilor⁠(d) între 2018 și 2021, membru al Adunării Naționale între 2021 și 2025 și președinte al Adunării Naționale⁠(d) între 2023 și 2024.